# أحمد تكودار
أحمد تكودار بن هولاكو خان (توفي 26 جمادى الأولى 683 هـ الموافق 10 أغسطس 1284) سلطان إلخاني. أخو السلطان أباقا خان. اسمه لدى مولده كان نيكولاس تيكودار خان. كان مسيحيا يتبع كنيسة المشرق لأمه. تولى السلطة عام 1282 م، اعتنق الإسلام وهو صبي بتأثير الشيخ الصوفي كمال الدين عبد الرحمن الرافعي واتخذ لنفسه اسم أحمد فكان أول إيلخاني يعتنق الإسلام.:193:195
عمل على تحسين العلاقات المتوترة بين دولته ودولة المماليك، فأرسل وفدا إلى السلطان المنصور قلاوون في مصر في جمادى الآخرة 681 هـ/سبتمبر 1282 م يضم شيخ الإسلام كمال الدين عبد الرحمن الرافعي والعلامة قطب الدين الشيرازي قاضي مدينة سيواس، وبهاء الدين أتابك مسعود سلطان سلاجقة الروم. حمل الوفد رسالة تخبر قلاوون بإسلام تكودر ورغبته في أن تتسم العلاقات بين الدولتين بحسن الجوار والهدوء والسلام.

## رسالة أحمد تكودار الى قلاوون
| أحمد تكودار | بسم الله بقوّة الله الرحمن الرحيم تعالى بإقبال قان فرمان أحمد... | أحمد تكودار |

## وفاته
أغضب توجه تكودر للسلم مع المماليك قادة المغول فشكوه إلى الخان الأعظم قوبلاي خان، واعتبروا جهود تكودر في إقامة علاقات ودية مع المماليك خروجا على قرار مجلس شورى المغول القوريلتاي القاضي بإرسال حملة جديدة إلى سوريا ومصر، بعد تكرر هزائم المغول أمام المماليك.
تزعم جبهة المعارضة الداخلية ابن أخيه البوذي أرجون خان بن أباقا خان، واتخذ من خراسان مركزا له، وكان ذلك كله بتأييد أمراء المغول. تواجه الطرفان في معركة طاحنة في 3 صفر 683 هـ/21 أبريل 1284 م، وتمكّن تكودر من تحقيق نصر كبير على ابن أخيه، وأوقعه أسيرًا في يده. وقد استنجد أحمد تكودر بالسلطان قلاوون، فلم يجبه.
بعد هزيمة أرغون قام أمراء المغول بالاتفاق على خلع تكودر من الحكم، وتخليص أرغون من الأسر، وتنصيب هولاكو بن هولاكو إلخانا على إيران. قتل العديد من الأمراء الموالين لتوكدر في معركة نفذها أمراء المغول، وخلص أرغون من الأسر وفر تكودر من خراسان إلى أذربيجان عله يتمكن من جمع قواته ومعاودة القتال مع خصمه.
على خلاف ما قرره البيت المغولي الحاكم من تعيين هولاكو إلخانا على إيران فقد تم تنصيب أرغون بدلاً منه وبعد تنصيبه توجه لقتال عمه، وقبل أن يصل إلى أذربيجان قام جماعة من أتباع تكودار نفسه بتسليمه إلى أرغون بعد أن رؤوا ارتفاع كفته وازدياد قوته، فلم يتوانَ في إعدامه في 26 جمادى الأولى 683 هـ/10 أغسطس 1284 م.